# کارل-هاینتس ایلش
کارل-هاینتس ایلش (به آلمانی: Karl-Heinz Ilsch) بازیکن فوتبال و مهاجم اهل آلمان شرقی بود که از سال ۱۹۵۳ میلادی عضو تیم ملی فوتبال آلمان شرقی بوده‌است. وی در ۱ بازی ملی حضور داشته و در بازی‌های ملی‌اش گلی به ثمر نرساند. کارل-هاینتس ایلش آخرین بازی ملی خود را در سال ۱۹۵۳ میلادی انجام داد.